# Charles Poulenard
Charles Poulenard, född 30 mars 1885 i Sens i Yonne, död 10 november 1958 i Paris, var en fransk friidrottare.
Poulenard blev olympisk silvermedaljör på 4 x 400 meter vid sommarspelen 1912 i Stockholm.